# 久茂地川
久茂地川（くもじがわ）は、沖縄県那覇市の中心市街地を横断する川であり二級河川に指定されている。

## 地理
仲良橋付近で安里川から分岐し、牧志と前島の境を西流する。美栄橋付近で潮渡川を分岐し、南西方向へ向きを変え、十貫瀬橋付近でガーブ川と合流する。久茂地橋で県道222号と交差して久茂地に入り、御成橋で県道42号と交差する。蛇行して泉崎橋付近から南へ向きを変え泉崎と東町の境を流れる。旭橋で国道330号と交差、新旭橋で国道329号と交差し、明治橋付近で国場川（漫湖）に合流する。全域で海水の進入があり、潮の満ち干によって水位の変動がある。
流路のほぼ全行程において沖縄都市モノレール線が並行し、途中に美栄橋駅、県庁前駅、旭橋駅がある。

## 歴史
那覇市北西部はかつて浅い海が広がっており現在の久茂地川付近は海峡となっていたが、1451年に長虹堤と呼ばれる堤防が造られてから陸化が進み、わずかに残された水路が久茂地川となった。
第二次世界大戦後の経済発展と那覇市の人口増加に伴い水質の悪化が進んだ。1983年（昭和58年）4月に久茂地川に清流と緑を取り戻す会が結成され、1986年（昭和61年）から毎年10月頃に久茂地川フェスティバルが開催されるようになった。
流域における下水道の普及などによって水質は改善されつつあり、久茂地付近の川沿いに親水遊歩道の整備も行われている。「久茂地川親水遊歩道」として、平成４年度手づくり郷土賞（ふるさとの色と光）受賞。
| 年度   | 泉崎橋 | 久茂地橋 |
| ------ | ------ | -------- |
| 1983年 | 35     | 42       |
| 1988年 | 27     | 17       |
| 1993年 | 5.1    | 8.3      |
| 1998年 | 7.2    | 7.8      |
| 2003年 | 3.5    | 4.7      |
| 2008年 | 2.2    | 1.7      |